# アニマンデー24
アニマンデー24（アニマンデーにじゅうよん）は、2022年10月から2023年9月まで大分朝日放送が火曜 0:45 - 1:15（月曜深夜）に編成していた深夜アニメのテレビ放送枠。

## 概要
主に集英社原作・テレビ東京系列アニメの遅れネットを行っている。
大分朝日放送でテレビ朝日系列外の深夜アニメが放送されるのは、2020年の『白猫プロジェクト ZERO CHRONICLE』以来2年半ぶり、大分朝日放送で集英社原作作品の深夜アニメが放送されるのはテレビ朝日（『NUMAnimation』枠、2020年5月当時は関東ローカル）の『イエスタデイをうたって』の遅れネット以来2年2ヶ月半ぶりとなる。
番組表には作品名しか掲載されていないが、当枠は放送番組の種別には扱われている。
2023年9月をもって廃枠となった。

## 放送作品

### 放送終了
| 作品名                 | 製作局 or 放送形態 | 放送期間                     | 備考     |
| ---------------------- | ------------------ | ---------------------------- | -------- |
| SPY×FAMILY（Season 1） | テレビ東京         | 2022年10月3日 - 2023年4月3日 | [ 注 1 ] |
| チェンソーマン         | テレビ東京         | 2023年4月10日 - 6月26日      | [ 注 2 ] |
| 地獄楽（第一期）       | テレビ東京         | 2023年7月3日 - 9月26日       | [ 注 3 ] |